# Laïta
Laïta é um rio localizado na França.